# Mister Little Willie John
Mister Little Willie John è il terzo album di Little Willie John, pubblicato dalla King Records nel 1958.

## Tracce
Lato A
1. You're a Sweetheart – 2:40 (Jimmy McHugh, Harold Adamson) – Registrato l'11 giugno 1958 a New York City, New York
2. Let's Rock While the Rockins Good – 2:14 (Joyce Jay Kennedy) – Registrato l'11 giugno 1958 a New York City, New York
3. Look What You've Done to Me – 2:10 (Luther Dixon, Harris) – Registrato il 4 gennaio 1957 a New York City, New York
4. Home at Last – 2:41 (Rudy Toombs) – Registrato il 20 settembre 1955 a New York City, New York
5. Are You Ever Coming Back – 2:38 (Willie John) – Registrato il 29 giugno 1955 a New York City, New York
6. Don't Leave Me Dear – 2:12 (Allen, William Edward John) – Registrato il 27 giugno 1955 a New York City, New York

Durata totale: 14:35
Lato B
1. All My Love Belongs to You – 2:35 (Sally Nix, Henry Glover) – Registrato il 24 settembre 1958 a New York City, New York
2. Spasms – 2:40 (Otis Blackwell, Henry Glover) – Registrato il 4 gennaio 1958 a New York City, New York
3. Will the Sun Shine Tomorrow – 2:46 (Willie John) – Registrato il 21 settembre 1956 a Cincinnati, Ohio
4. You Got to Get Up Early in the Morning – 2:15 (Louise Shelly, Reide, Winkler) – Registrato il 4 gennaio 1957 a New York City, New York
5. A Little Bit of Loving – 2:07 (Eddie Cooley) – Registrato il 21 settembre 1956 a Cincinnati, Ohio
6. Why Don't You Haul Off and Love Me – 2:28 (Wayne Raney, Lonnie Glosson) – Registrato il 24 settembre 1958 a New York City, New York

Durata totale: 14:51

## Musicisti
You're a Sweetheart e Let's Rock While the Rockins Good
- Little Willie John - voce
- Lowell Hastings - sassofono tenore
- Ernie Hayes - pianoforte
- Kenny Burrell - chitarra
- George Barnes - chitarra
- Bill Pemberton - contrabbasso
- Panama Francis - batteria
- Sconosciuti - cori

Look What You've Done to Me e You Got to Get Up Early in the Morning
- Little Willie John - voce
- Willie Jackson - sassofono tenore
- Lowell Hastings - sassofono tenore
- Leslie Johnakins - sassofono baritono
- Joseph Livramento - flauto
- Robert ''Bubber'' Johnson - pianoforte
- Jimmy Shirley - chitarra
- Carl Pruitt - contrabbasso
- Calvin Shields - batteria

Home at Last
- Little Willie John - voce
- Willis Jackson - sassofono tenore
- David Van Dyke - sassofono tenore
- Reuben Phillips - sassofono baritono
- Robert Bubber Johnson - pianoforte
- Mickey Baker - chitarra
- Milt Hinton - contrabbasso
- Calvin Shields - batteria

Are You Ever Coming Back
- Little Willie John - voce
- Willis Jackson - sassofono tenore
- Jack Dupree - pianoforte
- Mickey Baker - chitarra
- Ivan Rollie - contrabbasso
- Calvin Shields - batteria

Don't Leave Me Dear
- Little Willie John - voce
- Willis Jackson - sassofono tenore
- Jack Dupree - pianoforte
- Mickey Baker - chitarra
- Ivan Rollie - contrabbasso
- Calvin Shields - batteria

All My Love Belongs to You e Why Don't You Haul Off and Love Me
- Little Willie John - voce
- Hal Singer - sassofono tenore
- Roy Gaines - chitarra
- Kenny Burrell - chitarra
- Ernie Hayes - pianoforte
- Carl Pruitt - contrabbasso
- Panama Francis - batteria

Spasms
- Little Willie John - voce
- Hal Singer - sassofono tenore
- Bill Graham - sassofono baritono
- Kelly Owens - pianoforte
- Everett Barksdale - chitarra
- George Barnes - chitarra
- Al McKibbon - contrabbasso
- Panama Francis - batteria
- Sconosciuti - cori

Will the Sun Shine Tomorrow e A Little Bit of Loving
- Little Willie John - voce
- Ray Felder - sassofono tenore
- Alexander Nelson - sassofono baritono
- Emmanuel Kennebrew - pianoforte
- Bill Jennings - chitarra
- Clifford Bush - chitarra
- Edwyn Conley - contrabbasso
- Edison Gore - batteria
- Sconosciuti - cori[1]